# Микродуговое оксидирование
Микродуговое оксидирование (МДО) – электрохимический процесс модификации (окисления) поверхности вентильных металлов и их сплавов (оксиды которых, полученные электрохимическим путём, обладают униполярной проводимостью в системе металл-оксид-электролит, например сплавы Al, Mg, Ti, Zr, Nb, Ta и др.) в электролитной плазме с целью получения оксидных слоев (покрытий).
Модификация поверхности и структурирование переходного слоя достигается реализацией последовательности из серий периодических формующих электрических импульсов особой формы. Посредством управления амплитудой, длительностью, фронтами и срезами, фазовым соотношением, позиционным комбинированием и частотой импульсов происходит генерация плазменных разрядов. Они синтезируют твердые структуры металлокерамических соединений (композитов) высокотемпературных полиморфных модификаций из элементов материала основы с определенной избирательностью, зависящей от состава нормально-активирующей или нормально-пассивирующей среды (рН и состав электролита).
Установленные в ходе фундаментальных исследований закономерности образования структуры оксидных слоев при микродуговом оксидировании позволили обеспечить контроль и управление формой, размером, фазовым составом, интеграцией и взаимодействием элементов субмикронной структуры образующихся оксидных слоев (композитов). Это впервые позволило получать конструкционные материалы слоистой структуры, в несколько раз превосходящие по эксплуатационным характеристикам традиционные материалы за счет проявления в различных эксплуатационных средах совокупности свойств, присущих полимерам, металлам и их оксидам, сочетаемым в одном композите.

## Другие названия МДО
- Плазменно-электролитный синтез оксидных слоев
- Плазменно-электролитическое оксидирование
- Оксидирование в электролитной плазме
- Поверхностная обработка в электролитной плазме
- Микроплазменное электролитическое оксидирование

## Области применения

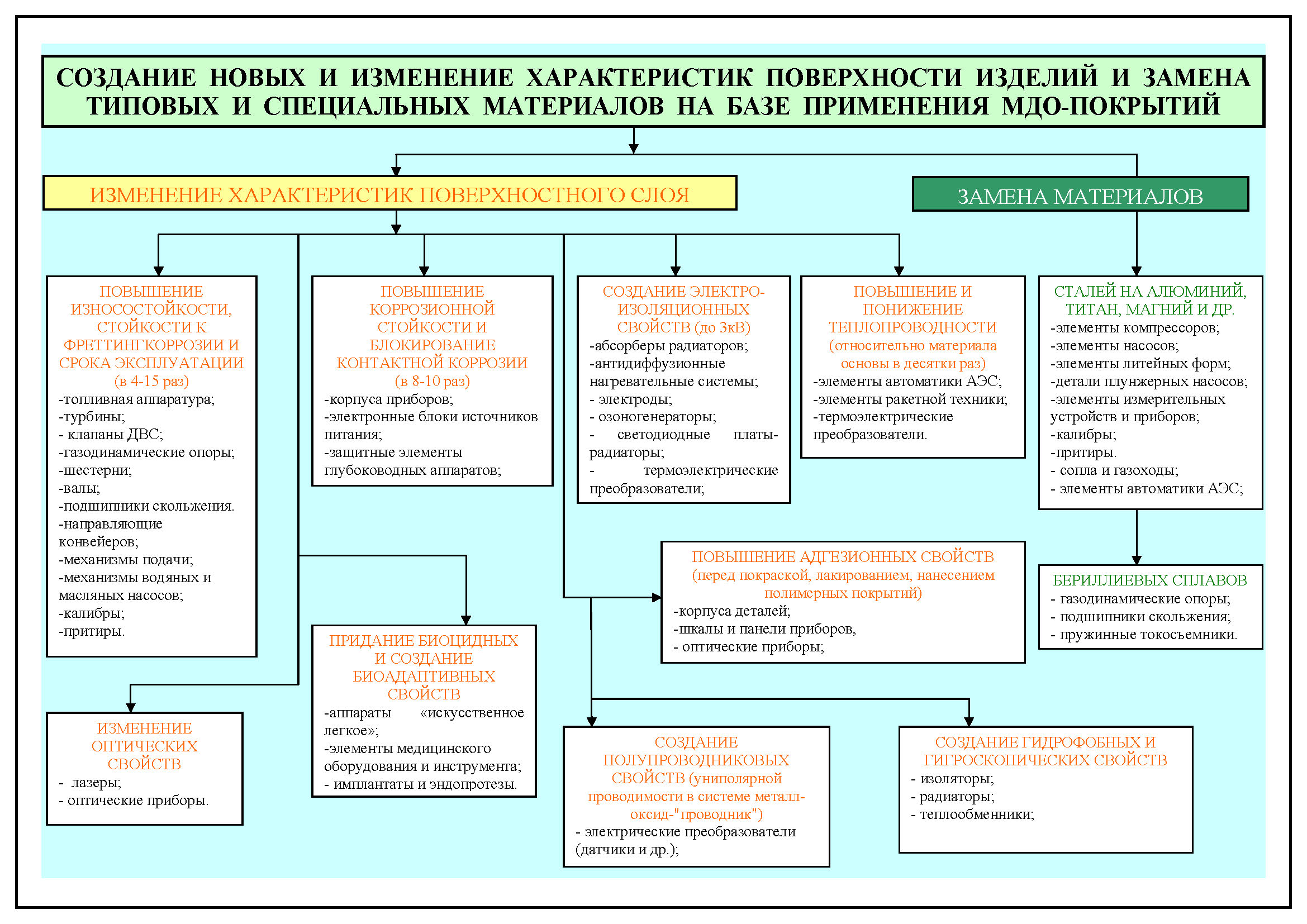

Синтезированные оксидные слои используются в качестве многофункциональных покрытий на деталях изделий различных отраслей промышленности для защиты от схватывания и заедания при трении, диспергирования и выкрашивания, коррозии (фреттинг-коррозии, контактной коррозии и большинства других видов), эрозионного, кавитационного, окислительного, коррозионно-механического, водородного и других видов износа, для создания декоративных, биоцидных и биоадаптивных, теплозащитных, гигроскопических, диэлектрических, полупроводниковых и других комплексов свойств рабочей поверхности.